# ヤード・ポンド法
ヤード・ポンド法（ヤード・ポンドほう、英: Imperial units〈イギリス〉、英: United States customary units〈アメリカ合衆国〉）とは、アメリカ合衆国を中心に使用されている単位系である。世界の国々の中で、メートル法（又は国際単位系）を用いずに、ヤード・ポンド法を用いている国家は、2019年現在では特にアメリカ合衆国のほかは、ミャンマー、リベリアのみである。ただし、リベリアでは民間主導でメートル法への移行が行われ、今日ではヤード・ポンド法はほとんど使用されていない。ミャンマーでも2013年に、メートル法への移行を準備していると宣言された。日本では少数の例外（後述）を除き、計量法の第8条第1項により「取引又は証明」に使用することが禁止されている。単にヤード・ポンド法と呼称した場合はインペリアルユニット（大英帝国単位）を指すことがほとんどである。

## 名称
「ヤード・ポンド法」という名称は、長さはヤード、質量はポンドを基本単位としていることによる、日本における呼称である。したがって、例えば「yard-pound system (of units)」のような語は和製英語である。日本の計量法における表記は「ヤードポンド法」（中黒「・」を挟まない。）である。
英語では、1824年に基本が定められ、当時の大英帝国を構成する各地で使われたことから「帝国単位」を意味する名前で呼んでいる。アメリカ合衆国で使われている単位系は「米国慣用単位」を意味する名前で呼ばれている。歴史的経緯により同じ単位名称でも値が異なるものもある。本項では、イギリスの帝国単位と米国慣用単位の両方について説明する。

## 単位
この節では、1976年のメートル法化の直前にイギリスで取引に使用することが許されていた帝国単位、および、「アメリカ合衆国で伝統的に使われる計測単位」 を挙げる。加えて、工業で使用される固有の名称を持つ単位も挙げる。メートル法化以前、アイルランドで使われる単位はイギリスの物と同じだったが、イギリス連邦および南アフリカで使われる単位には一部に違いがあった。
特に明記しない限り、以下に挙げる単位は、アメリカ合衆国とイギリスの両方で使われた。SI換算は、太字になっているものは正確な値（定義値または定義値を元に計算した値）であることを示し、それ以外は有効数字4桁で表示する。

### 長さの単位
1893年、アメリカ合衆国では1ヤードを3600⁄3937メートルで固定し、これにより1ヤードは約0.9144018メートルとなった。一方、イギリス政府は1896年に1ヤードを0.9143993メートルに固定した。当時、約2 ppmの違いは取るに足らないと考えられた。1959年7月、イギリス、アメリカ合衆国、オーストラリア、カナダ、南アフリカは1ヤードを正確に0.9144メートルと定義する国際ヤードに合意した。この変化はアメリカ合衆国で土地測量に影響を及ぼし、「測量フィート」「測量マイル」などと名前を変えてそれまでの単位を残すこととなった。しかし、1938年のイギリスのメートル基準のOrdnance Survey National Gridの導入では、イギリスの測量士は変化の影響を受けなかった。
| 長さ（米国の測量の用途以外に使用） | 長さ（米国の測量の用途以外に使用） | 長さ（米国の測量の用途以外に使用） | 長さ（米国の測量の用途以外に使用） |
| 単位                               | 記号                               | 定義                               | SI換算                             |
| ---------------------------------- | ---------------------------------- | ---------------------------------- | ---------------------------------- |
| インチ                             | in、″                              |                                    | 25.4 mm                            |
| フィート                           | ft、′                              | 12 インチ                          | 304.8 mm                           |
| ヤード (yard)                      | yd                                 | 3 フィート                         | 0.9144 m                           |
| チェーン（英）                     |                                    | 22 ヤード                          | 20.1168 m                          |
| ハロン（英）                       | fur                                | 220 ヤード                         | 201.168 m                          |
| マイル (mile)                      | mi                                 | 1760 ヤード                        | 1609.344 m                         |

備考
1. ↑  米国では「国際マイル」(international mile)として知られる。

| 長さ（米国の測量用のみに使用） | 長さ（米国の測量用のみに使用） | 長さ（米国の測量用のみに使用） | 長さ（米国の測量用のみに使用）             |
| 単位                           | 記号                           | 定義                           | SI換算                                     |
| ------------------------------ | ------------------------------ | ------------------------------ | ------------------------------------------ |
| 測量フィート                   | ft , ′                         |                                | 1200⁄3937 m = 約 0.304800609601219202438 m |
| ロッド、ポール、パーチ         | rd                             | 16+1⁄2 フィート                | 約5.029210058420117 m                      |
| チェーン                       | ch                             | 66 フィート                    | 約20.116840233680467 m                     |
| ハロン                         | fur                            | 660 フィート                   | 約201.168402336804674 m                    |
| 米国法定マイル                 | mi                             | 5280 フィート                  | 約1609.347218694437389 m                   |

備考
1. ↑  定義値
2. ↑  1 測量フィート = 約1.000 002 国際フィート、国際フィート = 正確に 0.999 998 測量フィート
3. 1 2 3 4  測量フィート

### 面積の単位
1959年の国際ヤードの導入後も、米国における地積の測量においては測量フィートが用いられている。
| 面積                           | 面積  | 面積                                | 面積          |
| 単位                           | 記号  | 定義                                | SI換算        |
| ------------------------------ | ----- | ----------------------------------- | ------------- |
| 平方フィート (square foot)     | sq ft |                                     | 0.09290304 m2 |
| 平方ヤード (square yard)       | sq yd | 9 平方フィート                      | 0.83612736 m2 |
| ルード（英） (rood)            |       | 1ポール×1ハロン = 1210 平方ヤード   | 1012 m2       |
| エーカー（英） (acre)          |       | 1チェーン×1ハロン = 4840 平方ヤード | 4046 m2       |
| 平方マイル（英） (square mile) |       | 640 エーカー                        | 2.590 km2     |

| 測量用（米国のみ）       | 測量用（米国のみ） | 測量用（米国のみ） | 測量用（米国のみ） |
| 単位                     | 記号               | 定義               | SI換算             |
| ------------------------ | ------------------ | ------------------ | ------------------ |
| 平方ロッド (square rod)  | sq rd , rd2        | 2721⁄4 sq ft       | 25.292953811714 m2 |
| エーカー (acre)          |                    | 43560 sq ft        | 4046 m2            |
| 平方マイル (square mile) | sq mi , mi2        | 640 acres          | 2.590 km2          |
| タウンシップ (township)  |                    | 36 sq mi           | 93.24 km2          |

備考
1. 1 2  測量フィート

### 体積の単位
ヤード・ポンド法では、液体用（液量）と穀物用（乾量）で同じ名前でも異なる値の単位を用いている（乾量単位・液量単位を参照）。さらに、帝国単位と米国慣用単位でも値が異なる。帝国単位では液量と乾量の単位を統一しているので、全部で3種類の体積の単位の系列があることになる。さらに紛らわしいことに、日本の計量法はまた別に独自の定義をしている。

#### 乾量
| 乾量                      | 乾量        | 乾量       | 乾量              |
| 単位                      | 記号        | 定義       | SI換算            |
| ------------------------- | ----------- | ---------- | ----------------- |
| 立方インチ (cubic inch)   | cu in , in3 |            | 16.387064 cm3     |
| 立方フィート (cubic foot) | cu ft , ft3 | 1728 cu in | 0.028316846592 m3 |
| 立方ヤード (cubic yard)   | cu yd , yd3 | 27 cu ft   | 0.764554857984 m3 |

| 乾量（米国）             | 乾量（米国） | 乾量（米国） | 乾量（米国） |
| 単位                     | 記号         | 定義         | SI換算       |
| ------------------------ | ------------ | ------------ | ------------ |
| 乾量パイント (dry pint)  | pt           | 33.6 cu in   | 550.6 mL     |
| 乾量クォート (dry quart) | qt           | 2 pt         | 1.101 L      |
| 乾量ペック (dry peck)    | pk           | 8 qt         | 8.810 L      |
| ブッシェル (bushel)      | bu           | 4 pk         | 35.24 L      |

#### 液量
帝国単位と慣用単位のガロンの定義は、異なる概念に基づいている。米ガロンが体積を直接指定しているのに対し、英ガロンは、指定された質量の水が占める体積として定義されている。
| 容積（英国）              | 容積（英国） | 容積（英国） | 容積（英国） | 容積（英国）     |
| 単位                      | 記号         | 定義         | SI換算       | 米国換算         |
| ------------------------- | ------------ | ------------ | ------------ | ---------------- |
| ブッシェル (bushel)       |              | 8 gal        | 36.37 L      | 9.606 US gal     |
| ペック (peck)             |              | 2 gal        | 9.092 L      | 2.402 US gal     |
| ガロン (gallon)           | gal          | 4.54609 L    | 4.54609 L    | 1.201 US gal     |
| クォート (quart)          | qt           | 1⁄4 gal      | 1.137 L      | 1.201 US qt      |
| パイント (pint)           | pt           | 1⁄2 qt       | 568.3 mL     | 1.201 US pt      |
| ジル (gill)               |              | 1⁄4 pt       | 142.1 mL     | 4.804 US fl oz   |
| 液量オンス (fluid ounce)  | fl oz        | 1⁄5 gill     | 28.41 mL     | 0.9608 US fl oz  |
| 液量ドラム (fluid drachm) |              | 1⁄8 fl oz    | 3.552 mL     | 0.9608 US drachm |
| ミニム (minim)            |              | 1⁄60 fl dr   | 59.19 μL     | 0.9608 US minim  |

備考
1. ↑  これがガロンの定義であり、正確な値である。

| 容積（米国）             | 容積（米国） | 容積（米国） | 容積（米国） | 容積（米国）       |
| 単位                     | 記号         | 定義         | SI換算       | 英国換算           |
| ------------------------ | ------------ | ------------ | ------------ | ------------------ |
| ガロン (gallon)          | gal          | 231 cu in    | 3.785 L      | 0.8327 imp gal     |
| クォート (quart)         | qt           | 1⁄4 gal      | 946.4 mL     | 0.8327 imp qt      |
| パイント (pint)          | pt           | 1⁄2 qt       | 473.2 mL     | 0.8327 imp pt      |
| 液量オンス (fluid ounce) | fl oz        | 1⁄16 pt      | 29.57 mL     | 1.041 imp fl oz    |
| 液量ドラム (fluid dram)  | fl dr        | 1⁄8 fl oz    | 3.6967 mL    | 1.041 imp fl dr    |
| ミニム (minim)           |              | 1⁄60 fl dr   | 61.61 μL     | 1.041 imp fl minim |

備考
1. ↑  これがガロンの定義であり、正確な値である。

原油の計量に国際的に用いられるバレルは、42米液量ガロン（正確に158.987294928 L）である。
以下は、日本の計量法における定義である（計量単位令 別表第7）。英国、米国の法定の定義とは異なることに注意。また、計量法では「液量」ではなく「液用」を用いている。
- 1米液用オンス = 正確に29.5735 mL（29.5735295625 mLを小数4桁に四捨五入したもの）
- 1英液用オンス = 正確に28.4134 mL（由来は不明。英液量オンス28.4130625 mLからは導出できない。）
- 1ガロン = 正確に3.785412 L（米液量ガロン3.785411784 Lを小数6桁に四捨五入したもの）

### 質量の単位
ポンドを基本単位とする。質量の単位には常衡・トロイ衡（金に用いられる金衡）・薬衡の3つの系統がある。普段用いられるのは常衡による単位であり、トロイ衡・薬衡については「トロイ」「薬用」を単位名称の前につける（常衡であることを明示する場合には「常用」をつける）。どの系統でもグレーンの値は同じであり、ポンドがその何倍であるかが異なる。薬衡は今日ではほとんど用いられておらず、トロイ衡もトロイオンス以外は用いられていない。
帝国単位と米国慣用単位はともに同じ標準を元にしているが、19世紀に帝国単位で「ストーン」が挿入された。ハンドレッドウェイトは100ポンドであることに由来する名称だが、帝国単位では1ハンドレッドウェイトは112ポンドとなっている。米国慣用単位では今でも100ポンドである。その上のトンの値の違いは、ハンドレッドウェイトの違いによるものである。区別のため、帝国単位（英トン）のものはlong/gross、米国慣用単位（米トン）のものはshort/netが単位名称の前につけられることがある。
帝国単位と米国慣用単位では、「重量」(weight)と「質量」(mass)という言葉はあまり区別せずに用いられてきたが、ポンドがキログラムに関連付けられたことにより、技術的にはポンドは重量ではなく質量を指している。

#### 常衡
| 常衡                                                              | 常衡 | 常衡          | 常衡              |
| 単位                                                              | 記号 | 定義          | SI換算            |
| ----------------------------------------------------------------- | ---- | ------------- | ----------------- |
| グレーン (grain)                                                  | gr   |               | 64.79891 mg       |
| ドラム (dram)                                                     | dr   | 27+11⁄32 gr   | 1.7718451953125 g |
| オンス (ounce)                                                    | oz   | 16 dr         | 28.349523125 g    |
| ポンド (pound)                                                    | lb   | 16 oz 7000 gr | 0.45359237 kg     |
| ストーン（英）(stone)                                             | st   | 14 lb         | 6.35029318 kg     |
| クォーター（英）(quarter)                                         |      | 28 lb         | 12.70058636 kg    |
| センタル（英）(cental) ハンドレッドウェイト（米） (hundredweight) | cwt  | 100 lb        | 45.359237 kg      |
| ハンドレッドウェイト（英）(hundredweight)                         | cwt  | 112 lb        | 50.80234544 kg    |
| トン（米）(ton)                                                   | t    | 2000 lb       | 907.18474 kg      |
| トン（英）(ton)                                                   | t    | 2240 lb       | 1016.0469088 kg   |

#### トロイ衡
| トロイ衡                     | トロイ衡 | トロイ衡        | トロイ衡 |
| 単位                         | 記号     | 定義            | SI換算   |
| ---------------------------- | -------- | --------------- | -------- |
| グレーン (grain)             | gr       |                 | 64.80 mg |
| ペニーウェイト (pennyweight) | dwt      | 24 gr           | 1.555 g  |
| トロイオンス (troy ounce)    | oz t     | 20 dwt          | 31.10 g  |
| トロイポンド (troy pound)    | lb t     | 12 oz t 5760 gr | 373.2 g  |

備考
1. ↑  1879年1月に施行された1878年の度量衡法により、英国内で取引のためにトロイポンドを使用することは禁止された。2012年4月24日現在、トロイオンスは貴金属の販売のために使用できる。

#### 薬衡
薬衡は製薬業界で使われており、中世からほとんど不変だった。薬用ポンド・薬用オンスはトロイポンド・トロイオンスと同じ大きさであるが、分量単位が異なっている。イギリスでは1970年にメートル法に置き換えられた。
| 薬衡                     | 薬衡 | 薬衡         | 薬衡        |
| 単位                     | 記号 | 定義         | SI換算      |
| ------------------------ | ---- | ------------ | ----------- |
| グレーン (grain)         |      |              | 64.80 mg    |
| スクラプル (scruple)     | ℈    | 20 grains    | 1.296 g     |
| 薬用ドラム (dram/drachm) | ʒ    | 3 ℈          | 3.8879346 g |
| 薬用オンス (ounce)       | ℥    | 8 ʒ          | 31.10 g     |
| 薬用ポンド (pound)       | ℔    | 12 ℥ 5760 gr | 373.2 g     |

### 固有の名前を持つエネルギー・力・温度の単位
帝国単位と米国慣用単位の大部分の派生単位の名前は、単位の構成要素の連結である。例えば、圧力の単位は「重量ポンド毎平方インチ」である。パウンダルは別として、固有の名前を持つ大部分の単位は一貫性がないが、業務上の実用上の目的のために採用された。
| エネルギー・力・温度 | エネルギー・力・温度                   | エネルギー・力・温度 | エネルギー・力・温度 | エネルギー・力・温度                                                        | エネルギー・力・温度 |
| 量                   | 単位                                   | 記号                 | 系                   | 定義                                                                        | SI換算               |
| -------------------- | -------------------------------------- | -------------------- | -------------------- | --------------------------------------------------------------------------- | -------------------- |
| 力                   | パウンダル (poundal)                   | pdl                  | FPS                  | 1ポンド(lb)の質量をもつ物体に1フィート毎秒毎秒(ft/ss)の加速度を生じさせる力 | 0.1383 N             |
| 力                   | 重量ポンド (pound force)               | lbf                  | BGS, EEU             | 1ポンド(lb)の質量をもつ物体に標準重力加速度と同じ加速度を生じさせる力       | 4.448 N              |
| 慣性（質量）         | スラグ (slug)                          |                      | BGS                  | 1重量ポンド(lbf)の力によって1フィート毎秒毎秒(ft/ss)の加速度が生じる質量    | 14.59 kg             |
| 仕事率               | 馬力 (horsepower)                      | hp                   |                      | 1秒間につき550重量ポンド(lbf)の重量を1フィート(ft)動かすときの仕事率        | 745.7 W              |
| エネルギー           | 英熱量単位 (British thermal unit)      | Btu                  | FPS, BGS, EEU        | 1ポンド(lb)の水の温度を1華氏度上げるのに必要な熱量                          | 1055 J               |
| 温度                 | ファーレンハイト度 (degree Fahrenheit) | °F                   | FPS, BGS, EEU        |                                                                             | 32 + 9⁄5×T(°C)       |
| 絶対温度             | ランキン度 (degree Rankine)            | °R                   | FPS, BGS, EEU        |                                                                             | 9⁄5 K                |

### その他の単位
上記に挙げられた単位の他にも、ヤード・ポンド法には多数の単位がある。そのような単位は、理論的には、同じ次元の一般的な単位に置き換えることが可能である。例えば、石油工業で使われるバレル（42米ガロン、34.97英ガロン、159.0リットル）は、体積の次元を持つ他の単位、ガロン、立方メートル、リットルなどに置き換えることができる。
電位差（ボルト）、電流（アンペア）、電気抵抗（オーム）の定義はメートル法の上で行われた。そして、電気産業がまだ未発達であった1881年から1906年にかけて、シカゴで開かれたIECの一連の会議で国際的に合意された。メートル法が大陸ヨーロッパで確立し、イギリスでもメートル法化が活発に議論された。同様に、放射線産業で使われる計測単位はメートル法上で定められ、1928年にストックホルムで開かれた第2回国際放射線会議で最初の合意に達した。

## 現在の状態
メートル法は多くの国で従来の度量衡を置き換えた。1960年代から、多くの英語圏諸国でメートル法化の計画が開始された。従来の度量衡（ヤード・ポンド法）の完全な置き換えに成功した国もあったが、一部の置き換えに留まった国もあった。「イギリスにおいて国際単位系（メートル法）は公式の単位系だが、アメリカ合衆国においては慣用単位が未だに主に使われている」と、ヤード・ポンド法の現状についてNISTが要約している。
しかし、状況はこれほど明確でない。アメリカ合衆国では、例えば自動車製造のような特定の分野ではメートル法が主に使われているが、航空機製造においては慣用単位が使われている。
イギリスでは、いくつかの特に免除された分野（道路標識、速度計、生ビールの販売など）を除いて、ほとんど全ての単位の規制された使用 においてはメートル法の単位が必要とされる。NISTの声明は、メートル法化が不完全であるオーストラリア・インド・ニュージーランド・南アフリカや、ほとんどの地域で帝国単位が廃止されているカナダについて言及しておらず、不完全である。
第二次世界大戦から冷戦期にかけて世界の超大国としての地位を確立したアメリカ合衆国が、いまだにヤード・ポンド法を使用しているため、メートル法に移行した国の多くでもアメリカ合衆国の強い影響下にある分野（軍事・航空・コンピュータなど）に限定してヤード・ポンド法の使用を公式・非公式に認めざるを得なくなっている（特に航空の分野では、航空機の技術発展が著しかった1930～1950年代、アメリカ主導で航空交通管制や航法システムが国際的に構築されたことから、ヤード・ポンド法の使用がほぼデファクトスタンダードになっている）。また、それ以外の分野についてもヤード・ポンド法の単位が使用されていたり、メートル法であってもヤード・ポンド法の単位の整数倍の値が使われていたりする。

### 日本における使用
日本では、1909年にヤード・ポンド法の使用が認められた。1921年に使用が禁止されたものの、戦後、GHQ占領下で再び使用が認められたが1959年1月1日より計量法により、取引又は証明については、一定の例外を除き（計量法8条3項）、原則としてメートル法以外の計量単位（尺貫法やヤード・ポンド法による計量単位）の使用が禁止された。
ただし、例外として次の4つの場合については、当分の間、ヤード・ポンド法の使用が認められている。
1. 航空機の運航に関する取引又は証明（計量法附則5条2項1号、計量単位令9条1号）
2. 航空機による運送に関する取引又は証明（計量法附則5条2項1号、計量単位令9条2号）
3. 航空機及び航空機用機器並びにこれらの部品に関する取引又は証明（計量法附則5条2項1号、計量単位令9条3号）
4. ヤードポンド単位表記と法定計量単位表記とが併記されている下記の商品（輸入されたものに限る。）の取引又は証明（計量法附則5条2項2号、計量単位令10条、計量単位規則10条）[23]

- １半導体製造装置及びその部品、２植物油脂及び加工油脂、３とうもろこし、４豆類及びその調製品、５調製穀粉、６野菜及びその加工品、７果実及びその加工品、８生鮮肉類及び肉製品、９魚類、えび類及びかに類並びにこれらの加工品、１０茶、コーヒー及びココアの調製品、１１香辛料、１２めん・パン類、１３菓子類、１４酪農製品、１５加工卵製品、１６ソース、１７調味料関連製品、１８アルコールを含まない飲料、１９食料品のかん詰及びびん詰（他の号に掲げるものを除く。）、２０化粧品（第２３号に掲げるものを除く。）、２１歯磨き、２２化粧石けん、２３医薬部外品であって次に掲げるもの　イ　口中清涼剤、ロ　腋臭防止剤、ハ　てんか粉類、ニ　育毛剤、ホ　除毛剤、ヘ　染毛剤、ト　薬用石けん、チ　薬用化粧品、リ　薬用歯磨き類、２４ズボン（ジーンズパンツに限る。）、２５哺乳用具

なお、そもそも例えば 147 mL(5 fl oz) との表記であれば、これは法定計量単位での表記であり、括弧書きは参考に過ぎないので、輸入品に限らず許される表記である。上記のヤードポンド単位表記と法定計量単位表記とが併記されているというのは、同じ例であれば、「輸入されたソースの表記：　5 fl oz, 147 mL 」のように単に両方の単位が並んで表記されている場合のことである。

#### 計量法で認められている計量単位
日本で使用が認められているのは、ヤードポンド法による計量単位のうち、次に掲げるものだけである。ここに掲げられている単位以外のものを、取引又は証明に使用することはできない。したがって、ロッド（長さ）、エーカー（面積）、クォート（体積）、バレル（体積）を、取引又は証明に使用することは禁止されている。
1. 長さ：ヤード、インチ、フート又はフィート、チェーン、マイル（フットの語が認められないことに注意）
2. 質量：ポンド、グレーン、オンス、米トン、英トン
3. 温度：カ氏度（「華氏度」、「ファーレンハイト度」などの語は認められていない）
4. 面積：平方ヤード、平方インチ、平方フート又は平方フィート、平方マイル
5. 体積：立方ヤード、立方インチ、立方フート又は立方フィート、米液用オンス、英液用オンス、ガロン（米液量オンス、英液量オンスの語が認められないことに注意）
6. 速さ：ヤード毎秒
7. 加速度：ヤード毎秒毎秒
8. 密度：ポンド毎立方フート又はポンド毎立方フィート
9. 力：重量ポンド
10. 力のモーメント：フート重量ポンド又はフィート重量ポンド
11. 圧力：重量ポンド毎平方インチ、水銀柱インチ、水柱インチ、水柱フート又は水柱フィート
12. 応力：重量ポンド毎平方インチ
13. 仕事：フート重量ポンド又はフィート重量ポンド
14. 熱量：英熱量

（注）トロイオンスは、特殊の計量（計量法第5条第2項）に限って認められている単位であり、ヤードポンド法の単位には位置づけられていない。
なお、日本の計量法体系における上記の単位の定義は、計量単位令に定められているが、その定義は英米における定義とは厳密には異なるものがあることに注意すべきである。

#### 日本でヤード・ポンド法が使われている分野
日本国内の商取引では、計量法によりインチ、フィート、ポンドなどの単位は使うことができない。ただし、メートル、キログラムなどによる表示をした上で、ヤードポンド法の単位を、括弧書きなどにより参考値であると分かるように併記した場合は、ヤードポンド法の単位は取引に用いたことにはならないので、計量法に違反しない。
また、テレビ受像機などの商品などへの記載は「42型」などの、テレビの種類・規格等の表記をしており、これも計量法に違反するものではない。
なお、計量法が使用を禁止しているのは、「取引及び証明」に非法定計量単位を用いる場合である。取引や証明に当たらないスポーツや遊戯にヤードポンド法の単位を用いることは、計量法の規制の対象外である。

##### 電気製品
- IC、LSI、関連電子部品（端子間隔でインチを単位としているものとミリメートルを単位としているものが混在している）
- テレビ受像機、ディスプレイモニタ（ブラウン管や液晶などの表示部の対角寸法でインチ）
- 固体撮像素子（その呼びに相当する大きさの撮像管の撮像面サイズ）
- ディスクメディアの媒体の直径。12 in = 304.8 mm、10 in = 254 mm、8 in = 203.2 mm、7 in = 177.8 mm、5.25 in = 133.35 mm、3.5 in = 88.9 mm、2.5 in = 63.5 mm、1.8 in = 45.75 mm など。ただし、CDの 120 mm はメートル法である。
- 磁気テープ（媒体幅でインチ。長さの単位ではフィート）。たとえばVHSはハーフインチ (1/2 in = 12.7 mm)。
- コンピュータ関連の、コネクタなど多くの構成部品
- 19インチラック

##### 自動車
- アメリカ製自動車の、ネジなど構成部品
- 自転車や自動車のタイヤ（ホイールの直径をインチで表す　例外的に「700C」と呼ぶ時はフランス規格で数字はメートル法準拠）
- ホイールをハブに取り付けるボルトのPCD（ピッチ円直径）。中型乗用車クラスで114.3mm（4.5インチ）が多く使われている。

##### その他の工業製品
- 一部の食品の容量および重量。1 US pt ＝ 1/8 US gal ≒ 473.176 ml は、アイスクリームや牛乳などにおいて、アメリカ占領時代の名残として沖縄に多くみられる。ジュース、ビールなどの350 cc 缶（アメリカンサイズ）は 12 fl oz ≒ 354.88 ml に由来。またバターで重量約1ポンドを包装したものが「ポンドバター」等という名称で売られている。
- 映画用フィルム（媒体の長さをフィートで表す。幅はミリ）
- 写真用フィルム（4×5インチカメラ・フィルム、8×10インチカメラ・フィルム）
- 印刷関係（用紙のサイズ、ドットピッチ (dpi) 等）。
- トイレットペーパーのサイズ。標準的な幅 114 mm ≒ 4 1/2 in、内径 38 mm ≒ 1 1/2 in。
- 軌間（鉄道の線路の幅）。イギリスから持ち込まれた技術なので、ごく一部を除きフィートが基準になっている。標準軌 = 1435 mm ≒ 4 ft 8 1/2 in、狭軌 = 1067 mm ≒ 3 ft 6 in。
- ジーンズなどのウエストサイズ（cm表示ではあるが、基本的にサイズは1インチ = 2.54 cm刻みで変えられており、それらをcmの近似値に換算表示している）
- 火器の口径（127mm口径の艦砲を5インチ砲と表記したり、100分の1インチ=0.254mmを単位として、100分の40インチ=40口径などと表現する）
- 油圧などの流体用配管・継手にインチねじが用いられている。呼びサイズは8分の1インチ刻みで 1/8、1/4、3/8 等々と表記される。
- ソケットレンチのドライブ角。6.35mm、9.5mm、12.7mmと表記されるが、実際には1/4in、3/8in、1/2inである。

##### スポーツ
- ゴルフやアメリカンフットボールでの距離の単位（ヤード）。
- ボウリングにおけるレーンの長さ（ファウルラインから1番ピンまで60フィート）、ボールの質量の単位（ポンド）、ボールの指穴の径および穴間隔（インチ）。
- ルアーフィッシング、フライフィッシングでのルアーの重さや長さ、竿（ロッド）の長さ、糸（ライン）の強度等。
- 陸上競技の長距離走の一部レースにおける「10マイルロードレース」などの距離設定。
- 一部自転車ロードレースの距離設定。「サロベツ100マイルロードレース」など。
- 日本の競馬
  - 正確には1ハロン＝200mではないが、便宜上200mを1ハロン、1600mをマイルとしている。ゴール手前600mのタイムを「上がり3ハロン」などのように呼ぶ。またこのことから、競馬場のコースに200m間隔で立てられている距離ポストを「ハロン棒」と呼ぶ。
  - JPNサラブレッドランキング－競走馬のレーティング（格付け）をポンドで表記している。
- 野球場のダイヤモンドにおける距離設定、使用するボールの重量など（フィート基準で決定、日本国内ルールではメートルに換算、表示）。さらにMLBはもちろん国際試合であっても、野球選手の身長や体重といった個人プロフィールがヤード・ポンド法で記載されることが多い。
- プロボクシングの階級別体重制限（ポンド）、およびボクシンググローブの重量（オンス）。
- バスケットボールの床面からゴールリングまでの高さ（NBAの規程で10フィート=3.048m）。ただし、FIBA（国際バスケットボール連盟）の規程では、3050±6 mm と規定されている[28]。なお、FIBAのルールは、全ての寸法を国際単位系(SI)で規定している。日本バスケットボール協会が定めるバスケットボール競技規則も同様である[29]。
- サッカーのフィールドの距離設定、およびペナルティキックもしくはフリーキックの際の、キッカーと他選手との間の最少距離（現在はメートル法に換算し記載されているが、元々の設定単位はヤードもしくはインチ）。
- テニスラケット、バドミントンラケットのガットを張る際のテンション（張力）（ポンド単位）
- ビリヤードにおける各用具の重量、サイズ（メートル法換算されているが元々の設定はヤード・ポンド法）
- アーチェリーやクロスボウの弓の張力を表す単位（ポンド）や構成部品の長さ（インチ）
- WWEをはじめとするアメリカ資本のプロレス団体では、選手入場時に体重をポンドでアナウンスする事が多い。

##### その他
- 航空交通管制（飛行機の飛行高度などをフィートで表示）。これは計量法附則5条2項1号によって、その使用が認められているものである。
- アメリカを発着する民間航空機の荷物重量制限（キログラムでも表示されるが、本来ポンド単位で決められている重量制限をキロ近似値換算したもの。50ポンド→23 kg 70ポンド→32kgなど）
- 打楽器（太鼓、シンバルなど）の大きさ。（cmで表記されている物もあるが、インチ換算すると、きっちりした数字になるものもある。20 cm→8インチ、51 cm→20インチなど）
- パイプオルガンのパイプの長さ（レジスターのピッチ表示にフィートが使われている）。ここから、チェンバロ（ハープシコード）のレジスター表記にも用いられる（8', 4', 稀に16', 2'）。
- 航空会社のマイレージサービスにおけるマイル。国際マイルを使っている。海上マイル（海里）ではない。
- 大阪国際空港（伊丹空港）のA滑走路は、米軍による接収中に設計されたため、メートル法では中途半端な1828m（=2000ヤード）となっている。
- 沖縄県で販売されている牛乳などの飲料の紙パックはミリリットル表記だが、アメリカ統治の影響でガロン単位（946ml=1/4ガロン、473ml=1/8ガロン）で販売されている[30]。

## 歴史

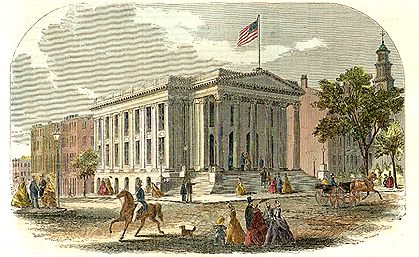
シンシナティ税務署（1850–60年ごろ）
政府は、主に徴税のために、度量衡を早くから使用していた。アメリカ合衆国では、議会よりもむしろ財務省が、度量衡の標準的なシステムを率先して確立させた。

帝国単位と米国慣用単位は、両方とも初期のイギリス単位に由来する、相互に密接に関係している単位である。イギリス単位は、古代ローマの度量衡やカロリング朝、サクソン人の単位にまで遡ることができる、西洋で古代から使われ変遷してきた単位の延長線上にあるものである。イギリス以外のヨーロッパ諸国でも、かつてはヤード・ポンド法と発祥を同じくする、それと似たような単位（ただし、名称は言語により異なる）を使用していた。それらの国は早いうちにメートル法へ完全移行したため、20世紀までには、ヤード・ポンド法およびそれに類する単位系を常用する国は、主要国ではイギリスとアメリカ合衆国を残すのみとなった。
アメリカ合衆国の独立の後に米国で発展し使用され続けた米国慣用単位は、イギリスの13植民地で使われていたイギリス単位の一部が元になっている。米国以外のイギリス連邦諸国では、1824年以降、帝国単位が使用され続けている。米国慣用単位は米国において今なお支配的な度量衡である。しかし、全てのイギリス連邦諸国では、国によって程度の差はあるが、メートル法が帝国単位に取って代わっている。
ほとんどの単位は、1066年のノルマン・コンクエスト以降に採用された。長さの単位はほとんど変わっていない。ヤード（それまでのエルを置き換えた）とチェーンはイングランドを起源に持つ単位である。職人用のフィートは農業用のフィートを置き換え、大さきが10⁄11に調整された。この結果、ロッド（ポール、パーチとも）は農業用フィートで15フィートだったのが、16+1⁄2フィートになった。ハロンとエーカーは、土地の区画の大きさの単位として使われたことから、比較的不変のままだった。ここ1000年間のイングランドでは、3つの系列の重量（質量）の単位が使われた。トロイポンド（5760グレーン）が貴金属に使われ、薬用ポンド（これも5760グレーン）が薬剤師により使われ、常用ポンド（7000グレーン）がそれ以外の一般的な目的に使われた。常用ポンドとトロイポンドは12オンス（1オンスは480グレーン）に分けられ、薬用ポンドは16オンス（1オンスは437.5グレーン）に分けられる。体積の単位ガロンは、米国と英国で値が異なっている。米液量ガロンは約0.83英ガロン、米乾量ガロンは約0.97英ガロンである。
どちらも機械工学では広く使用されたが、電気工学では使用されなかった。いくつかの組立単位には馬力や英熱量単位(Btu)のように固有の名称がついているが、ほとんどの組立単位は重量ポンド毎平方インチのように固有の名称がついていない。これに対し、メートル法の圧力の単位にはパスカルという固有の名称がある。
アメリカ独立宣言の後、米国の計測単位は、現在「米国慣用単位」として知られる単位に発展した。イギリスでは、1824年の度量衡法の改訂により、今日「帝国単位」と呼ばれる単位が導入された。両国では、採用したガロンが異なっていた。後に、1855年に英国議会が採用したヤード・ポンドの原器の写しを使って、両国の定義を揃えようとしたことがあった。しかし、それらの原器はメートル条約に基づいて作られた原器と比べて質が悪かった。1959年、メートルとキログラムに基づいたヤードとポンドの共通の定義に両国は合意した。その差は数ppmで、英国ではほとんど影響がなかったが、米国では古い定義を測量用として残したため、わずかに値が異なる2つのフィートが共存することとなった。

### イギリス単位

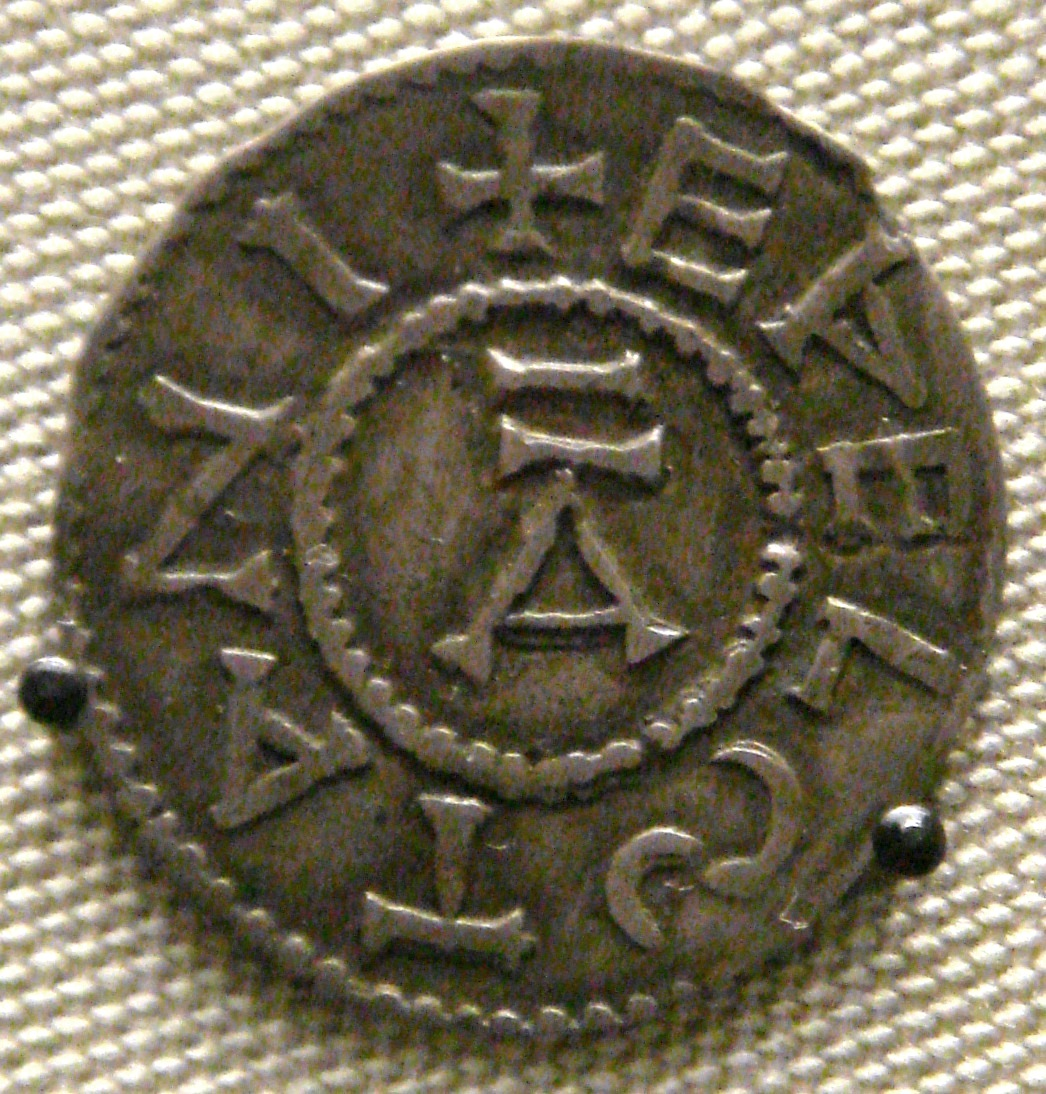
アゼルスタン（在位924-939年）が発行したペニー銀貨。ペニーウェイト(dwt)はペニー硬貨に由来する。

イギリス単位は、古代ローマの度量衡、カロリング朝とサクソン人の単位が組み合わさってできたものである。それらは、1776年以降にイギリス単位から進化した帝国単位（1824年に最初に定義された）および米国慣用単位の前駆であった。
イギリス単位に関する最も早い記録は、サクソン人の硬貨に関するものである。当時、「硬貨」は重さと通貨の単位であった。
マーシア王オファによって導入されたペニーは、約20グレーン（1.296 g）だった。エドワード長兄王はイングランドのペニーの重さをカール大帝のペニーに合わせて26グレーン（1.685 g）に増やしたが、1066年のノルマン・コンクエストの後に24グレーン（1.555 g）に減らされた。この重さは後に「ペニーウェイト」と呼ばれるようになり、トロイ衡の基礎となった。トロイオンスは今日貴金属の計量に用いられる:44–48。西暦965年、イングランド王エドガーは「ただ1つの度量衡が、国王の領地中至る所で通用しなければならない」と定めた。
ジョン・クィンシー・アダムズによる1817年の米国議会への報告書によれば、イングランド王エドワード1世の在位中（1272–1307年）に、本来の96グレーンではなく89グレーンのグロート（4ペンス硬貨）を導入してイングランドの硬貨の価値を下げたことにより、通貨と重さ（質量）の関係が断たれた。1350年代には、グロートの重さが72グレーンに下げられ、価値がさらに低下した。

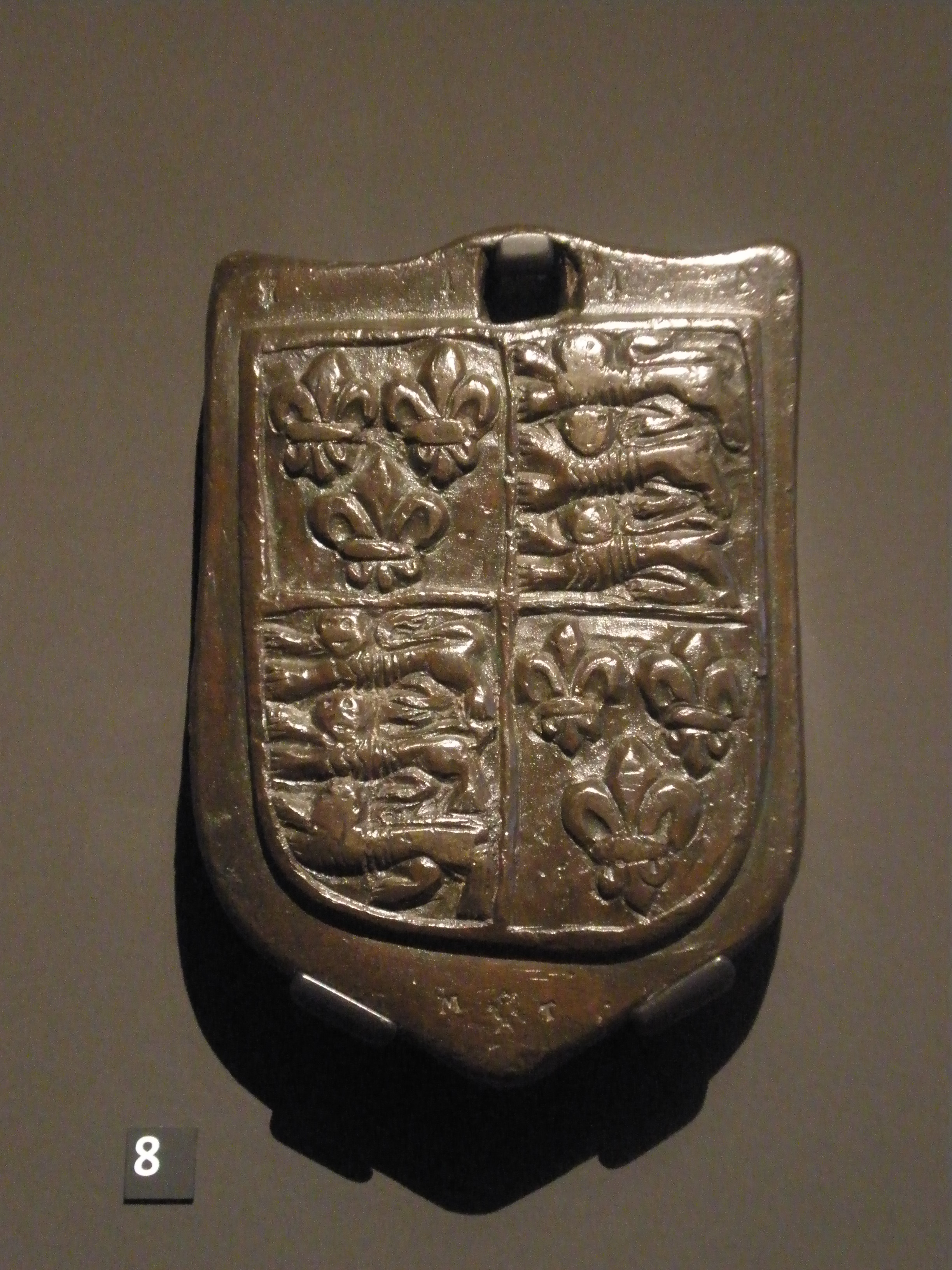
14 lbのブロンズウール (1550–1600)。イングランド王室紋章の刻印がある。
（ヴィクトリア&アルバート博物館蔵）

中世において永続した紛争の1つは、度量衡を定める権利が誰にあるかということだった。1197年、リチャード1世は、穀物と豆、ワインとエールの計測がイングランド中で同じでなければならないと定めた。1215年にジョンによって署名されたマグナカルタは、これに布を含めた。
サクソン人の時代、土地はその経済価値と絶対的な大きさの両方について記録された。ドゥームズデイ・ブックでは、ハイド(hide)という経済に関する単位が使われ、耕す手順に関連のあるハロンやルードと関連して参照されている。ここで言うルードとは、北ドイツやサクソンのフィートで15フィートの長さと定義されており、北ドイツの1フィートは約335 mm（13.2 in）である:50。一方、職人たちはより短いローマのフィートを使用していた。1266年から1303年までの間に、Composition of Yards and Perches(Compositio ulnarum et perticarum)、略称でCompositioとして知られる法律によって、イングランドの度量衡は急速に修正された。ヘンリー3世かその後継者エドワード1世によるよされているこの法律によって、それまでのフィートの正確に10⁄11の長さの新しいフィートが設けられ、それに応じてヤード・エル・インチ・バーレイコーンの長さも縮められた。しかし、ハロンとロッドは以前の長さのままとされ、そのため1ロッドは15フィートから16+1⁄2フィートに変わった。

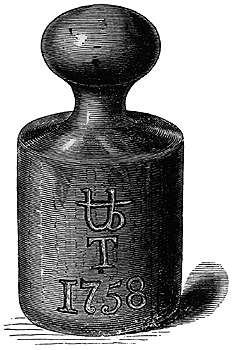
トロイポンドの原器。1834年に焼損した。

長さの単位はエドワード2世によって1324年に体系化された。3バーレイコーン(barleycorn)で1インチ(inch)、12インチで1フィート(foot/feet)、3フィートで1ヤード(yard)、5.5ヤードで1パーチ(perch)とし、4パーチ×40パーチの面積を1エーカー(acre)とした。布の取引で使われ続けたエル（45インチ、114.3 cm）と1620年にエドマンド・ガンターによって導入されたチェーンは別として、これらの単位はイングランドの長さの単位の基礎を作った。しかし、単位はしばしば再定義された。ヘンリー8世の時代に、真鍮製のヤードとエルの原器が作られた。エリザベス1世の時代に、青銅製の原器に置き換えられた。科学的な較正により最高で0.2%の変化が見られたことから、1742年に、完全で正確なヤード原器が提案されたが、製造はされなかった:122–123。
中世、羊毛を除くほとんどの農産品は体積で取引された。そして、品目によって異なる大きさのブッシェルやガロンが長年にわたって使われてきた。14世紀初頭、羊毛の取引は、1340年にエドワード3世によって正式化された方法で、常衡による重さで行われていた。同時に、羊毛の計量の際には14ポンドで1ストーンとすることが定められた:91–94。
テューダー朝の時代に、イングランドの度量衡に多数の改革がなされた。1496年、ヘンリー7世は、ヤード・ポンド・ガロンの原器の真鍮製の参照用の写しを王国中の至る所に指定された町や都市に配布するよう命じた:36。非公式に使用されていた度量衡は禁止された。1527年、ヘンリー8世はタワーポンド（5400グレーン）と商業ポンド（6750グレーン）を禁止した。1592年、エリザベス1世は法定マイル（5280フィート）の使用を命じた:123。
1707年の合同法によるイングランドとスコットランドの合併の際、スコットランドは、それまで使用していた独自の度量衡を廃止してイングランドの度量衡を導入した:90–91。1800年の合同法によるアイルランドとグレートブリテンの合併のときは、度量衡にはあまり影響がなかった。1351年以降、アイルランドの度量衡はイングランドのフィートとポンドに基づいていたためである。ただし、アイルランドのマイルは、イングランドのような5+1⁄2マイルではなく7ヤードのパーチに基づいていた:116。
19世紀初頭までには、多くの商品で、その商品独自の単位のセットが使われるようになっていた。羊毛と布産業のための単位は、単位をそれらの商品に特有なものにした。同じ常用ポンドやフィートを元にしたにもかかわらず、ワインとビールでは同じ「ガロン」という名前で違う大きさの単位を使用していた。ワインガロンは231立方インチ、ビールガロンは282立方インチだった。農産物は、さらに別のガロン（268.8立方インチの乾量ガロン）に基づいたブッシェルで売られていた。多くの市場では、小麦と大麦は体積ではなく重量に基づくブッシェルを使用した:85–88。

### 帝国単位
1824年の度量衡法は、1300年代以降の全てのイギリスの度量衡に関する法律を廃止し、既存の単位を再定義した。長さと重さの基準として、新しいヤードとトロイポンドの原器が製造された。それまで使われていた各種のガロン は廃止され、1種類の帝国ガロンに置き換えられた。帝国ガロンは62 °Fで質量10ポンドの水の体積と定義され、認可された実験の結果、277.274立方インチであるとわかった。ガロンと同様にブッシェルも、様々な定義を反映して8英ガロンと定義された。
1824年の度量衡法では、度量衡の原器の管理に若干の変化をもたらした。それまで、原器の保管は議会が行っていたが、この責任を財務省に移管した。また、度量衡のための検査官が設置された。
1834年、火災によってウェストミンスター宮殿の大半が焼失し、ヤードとポンドの原器が焼損した。委員会によって1841年に公表された報告書に基づき、新しいヤードとポンドの原器は、利用できる最高の第二の資料を使って製造された。以前の原器とは異なり、新しいポンド原器は、常用ポンドの重さであった。1855年の議員法によって、長さと重さの原器が承認された。30年前にアメリカ合衆国とイギリスで異なるガロンを採用したという失敗を受け、ヤード原器の写しの1つが米国政府に提供された。
1835年の度量衡法は、1825年の法律におけるいくつかの欠点を解消した。商人からの陳情に応じて、ストーンとハンドレッドウェイトはそれぞれ14ポンドと112ポンドであると正式に定義された。1824年の法律で概説された「山盛り(heaped)」の計量を定義しようとする試みは断念された。
全ての商人が14ポンドのストーンを使うようになったわけではなく、1880年のイギリスの各都市で使われている各種のストーンのリストには、4ポンドから26ポンドまでの幅のストーンが記載されている。1835年の法律では、トロイ衡の使用を貴金属に制限し、石炭を体積ではなく重さによって取引することを義務づけた。

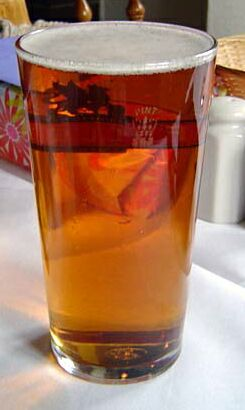
生ビールは、イギリスで帝国パイントでの販売が許されている商品の1つである。

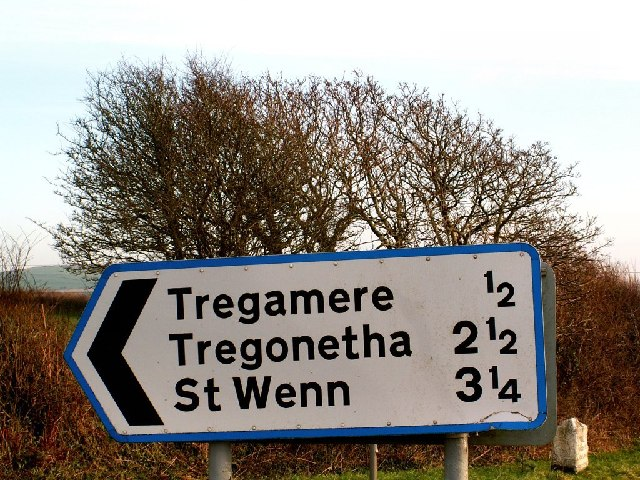
イギリスの道路標識の距離はマイル単位で書かれている。

1878年の度量衡法では、取引で使われる度量衡の検査体制が見直された。法律では、イギリスで用いられる原器として真鍮製ヤード原器と白金製ポンド原器の運用を再確認し、製薬業界での薬衡の使用を再確認し、1824年のガロンの定義を再確認し、法定単位のリストからトロイポンドを取り除き、ファゾムを法定単位のリストに加え、メートル法と帝国単位の比率を固定して、1メートル=39.3708インチ、1キログラム=5432.3487グレーンとした。
法律が可決された後、62 °F (17 °C)で質量10ポンドの蒸留水の体積と定義されたガロンは再測定され、277.42立方インチと定められたが、関税間接税省は間接税用に引き続き1824年の定義を使い続けた。
1878年の度量衡法では、取引にメートル法の重さの単位を使用することを事実上禁止した。その3年前、イギリスはメートル条約の調印を辞退した。帝国単位のヤード原器は安定的でなかった。1947年、縮む率が数値化され、23年につき1ppmであることがわかった:154。
1884年4月、ロンドンの標準の監督官であるH.J.チェイニー(H.J.Chaney)がメートル原器を管理している国際度量衡局(BIPM)に非公式に連絡し、イギリスで製造したメートル原器をBIPMで校正できるか問い合わせた。BIPMの責任者オレ・ヤコブ・ブロッホは、条約の非加盟国のためにそのような較正を行う許可を与えられないと回答した。1884年9月17日、イギリス政府はメートル条約に署名した。1897年の度量衡法では、取引にメートル法の単位を使用することを認可した。翌年、メートル法と帝国単位の換算のリストが発行された。
1824年の度量衡法の下で、ヤードとポンドの原器の保管と度量衡の管理は財務省に委譲されたが、検査は地方で行われた。1835年の法律では度量衡の検査官の事務所と任務を正式に記載し、そのような役員を任命することをあらゆる自治区に要求した。1866年の法律では、度量衡に対する責任を商務省に委譲した。1900年、商務省は、度量衡のための研究施設として国立物理学研究所(NPL)を設立した。
1897年の度量衡法改定でメートル法との対応を加え、1メートル = 39.370113インチとした。ポンドは翌年に0.45359243 kgとした。1897年の度量衡法改正の後、イギリスの度量衡は第二次世界大戦の終戦まで比較的不変のままだった。20世紀中頃、英米のヤード原器の2ppmの差が問題を引き起こすようになった。1900年には測定誤差が10ppm程度だったが、1950年までに、測定誤差は0.25ppmまで縮んだ:155。1959年7月、アメリカ合衆国とイギリス連邦の国立研究所の代表が集まって1ヤードを正確に0.9144メートル、1ポンドを正確に0.45359237 キログラムと定義することで合意し、イギリスでは1963年の度量衡法で導入された。

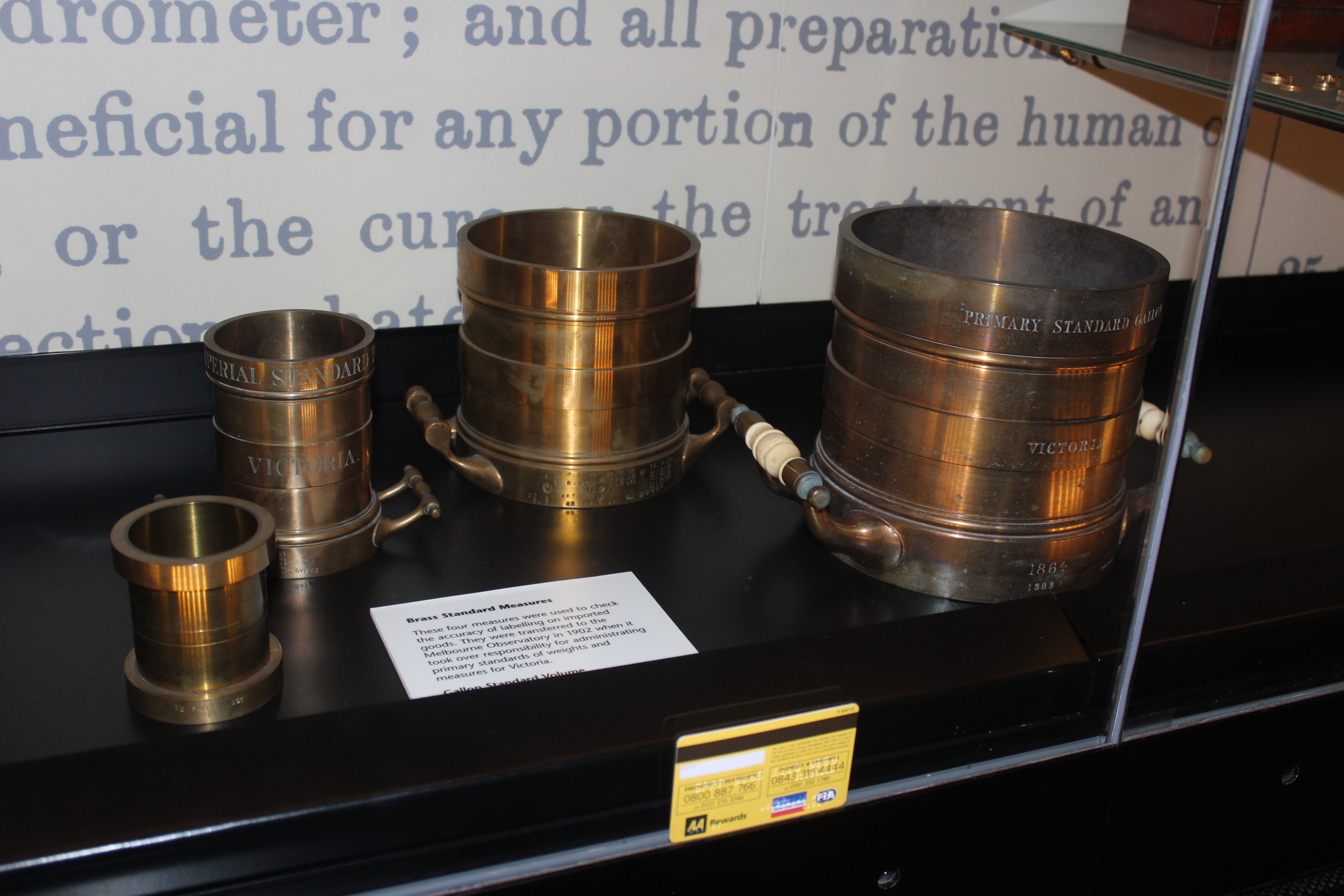
かつてビクトリア州で使われていたガロン・半ガロン・クォート・パイントの原器。オーストラリア国立公文書館所蔵。

イギリスのメートル法化は1960年代中頃に始まった。メートル法化は最初は自発的なものであった。1985年までに、多くの伝統的な帝国単位は小売業で自発的に使用されなくなった。1985年の度量衡法で取引における帝国単位の廃止が法制化された。しかし、道路標識での使用や、小売におけるばら売り・量り売りでの帝国単位（フィート、インチ、ポンド、オンス、ガロン、パイントなど）の使用は継続されていた。2000年1月1日から、補助単位としての使用およびパイントによる生ビールやサイダーの販売、回収可能な容器で売られる牛乳を除いて、イギリス国内の小売業での帝国単位が法律で禁止された。現在でも「反メートル法運動」という、メートル法使用に反対する人たちがいる (Anti-metric movement)。道路標識・車の速度計（イギリス向けに限らずアメリカ・カナダ向けも）や燃料計・小売り販売などでは現在も両方の表示が普通である。

#### イギリス帝国
帝国単位が定められた1824年の度量衡法は、後にイギリス連邦となるイギリス帝国の当時の植民地でも使われた。この時13植民地は既にイギリスから独立してアメリカ合衆国となっていたため、イギリスの度量衡法は導入されていない。
植民地が自治領となったとき、自ら度量衡を管理する権利も獲得した。多くは、帝国単位を元にその地域に合わせて変化させた。インド と香港 は、その地域の土着の単位で帝国単位を補った。カナダの一部 と南アフリカ では、植民地時代の初期から土地調査の単位を含めて土着の単位を使っていたが、多くの地域ではイギリスで使われていた単位のサブセットのみを使用していた。特に、ストーン、クォーター、センタルは、オーストラリア、カナダ、インド では法制化されなかった。さらに、カナダは取引のために米国に合わせた2000ポンドのトン（ショートトン）を合法化したが、帝国単位のガロンも維持していた。
1959年のヤードの標準化は英米間だけの合意ではなく、カナダ、オーストラリア、ニュージーランド、南アフリカも合意した。これらの国の研究所も合意に参加していた。
カナダ・オーストラリア・ニュージーランド・アイルランドなど、従来帝国単位を使っていた国々は、1970年代以降メートル法に移行した。しかしカナダではメートル法の表示を先にする限り帝国単位の併記も認めており、移行は実質的に頓挫している。ギムリー・グライダーの燃料切れはカナダにおける移行の失敗を象徴する事件である。

### 米国慣用単位

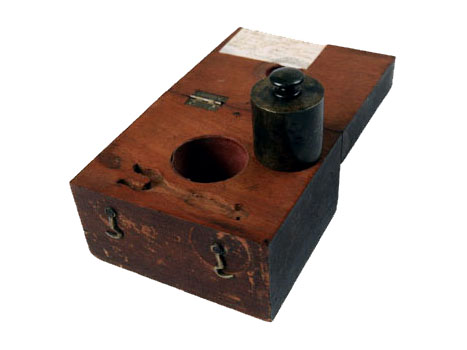
海岸測量所度量衡局が製作したトロイポンド（1832–39年ごろ）

1776年の独立宣言以前、後にアメリカ合衆国になる13植民地ではイギリスと同じ単位を使用していた。アメリカ合衆国憲法に先立つ連合規約では、中央政府に「アメリカ合衆国中至る所における度量衡の標準を固定する唯一かつ排他的な権利と権限」を付与した。アメリカ合衆国の成立の後、憲法において「度量衡の標準を固定する」議会の権利を再確認したが、商業と度量衡を管理する権利は個々の州に保留した。
1789年のアメリカ合衆国第1議会において、トーマス・ジェファーソンは新しい共和国で使われる通貨と度量衡の計画を作成するよう命じた。翌1790年の報告書の中で、既存の度量衡はしっかりした物であるが、その基準となる物がアメリカ合衆国の管理下にないことに言及した。彼の報告書では、アメリカ合衆国独自の標準を作成し、十進ベースのシステムを採用するのが適切であると提案されていた。結局、既存の度量衡のまま維持された。

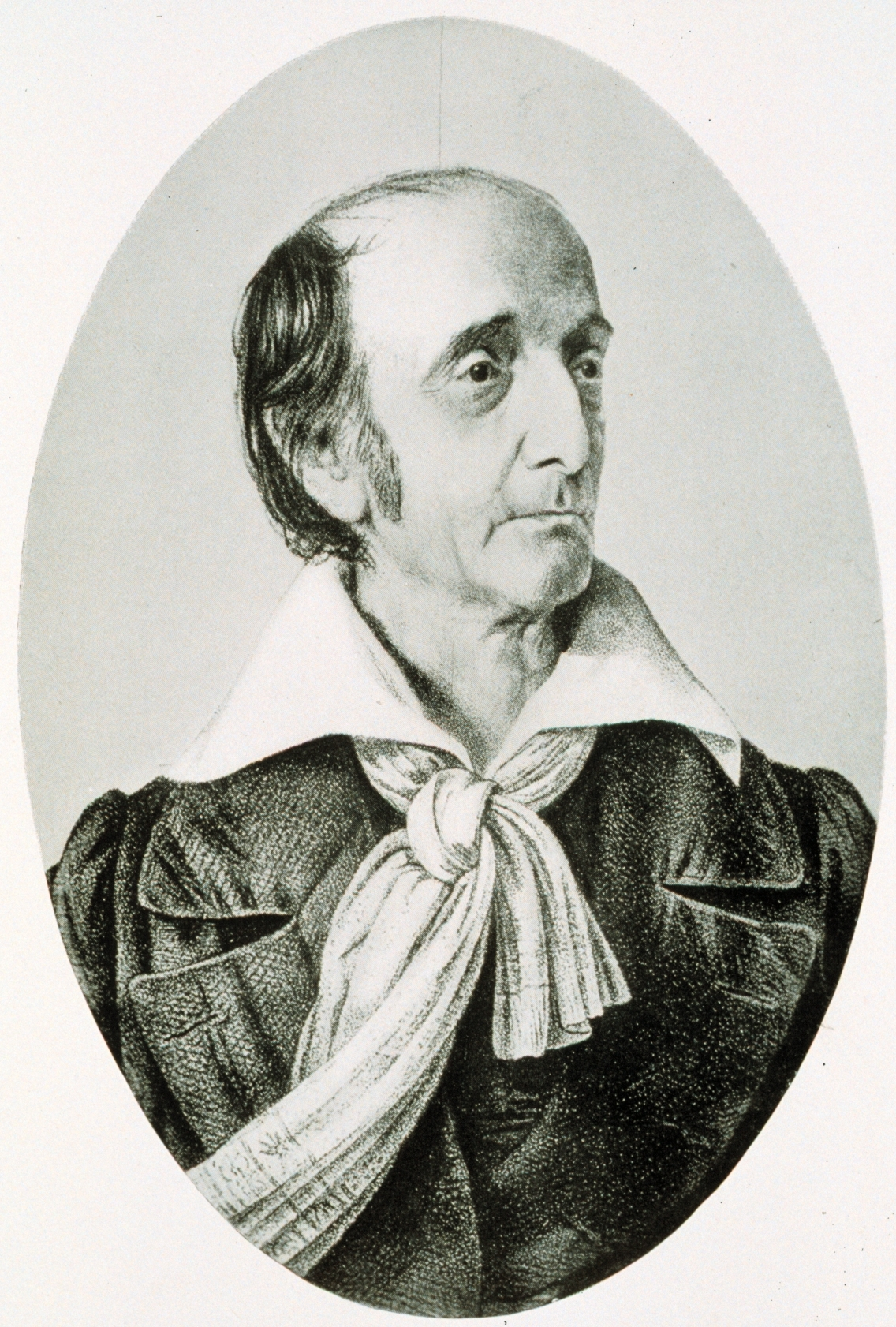
米国財務省を代表してヨーロッパで重量の原器を得たフェルディナンド・ルドルフ・ハスラー

長年、計量単位の一致を確実にするための行動は、連邦レベルでは行なわれなかった。初期の入植者がもたらした単位は、彼らの目的にかなうように見えた。議会も何もしなかった。しかし、東海岸測量局の本部長のフェルディナンド・ルドルフ・ハスラーは、彼の故郷のスイスでフランスのMètre des Archives（当時のメートル原器）の写しを得ることができた。1810年、フェルディナンド・ハスラーは、計測器と原器を得るために、財務省によってヨーロッパに送られた。
1827年、米国の大臣はアルバート・ギャラティンはロンドンで英国政府が所有していたトロイポンド原器の「正確な写し」を得た。それは翌1828年にアメリカ合衆国の重量を参照するのに採用された。
1821年、当時の国務長官ジョン・クィンシー・アダムズは、1817年に上院によって委任された研究に基づく、メートル法の採用を推薦した報告書を提出した。しかし、これは議会にて却下された。
1832年、財務省は関税の目的のための長さの単位として36インチのヤード、重さの単位として7000グレーンの常用ポンド、体積の単位として231立方インチのガロン（アン女王のガロン）と2150.42立方インチのブッシェルを採用した。が、議会がしたことはヤードとガロンのサイズを固定することだけで、アメリカ合衆国の全域で標準を普及させるための行動は何もなかった。

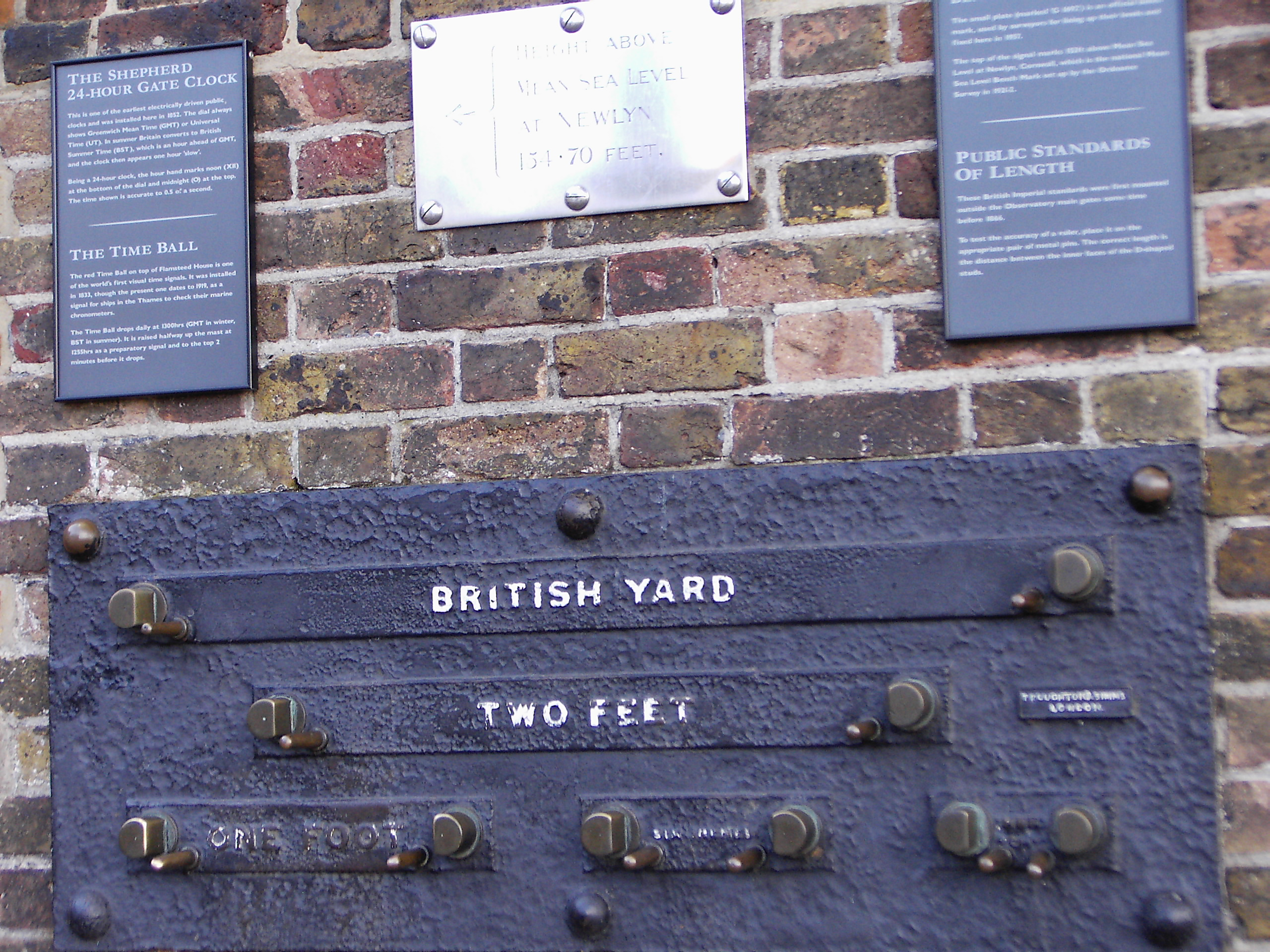
グリニッジ天文台にあるヤードとその分量の原器の写し

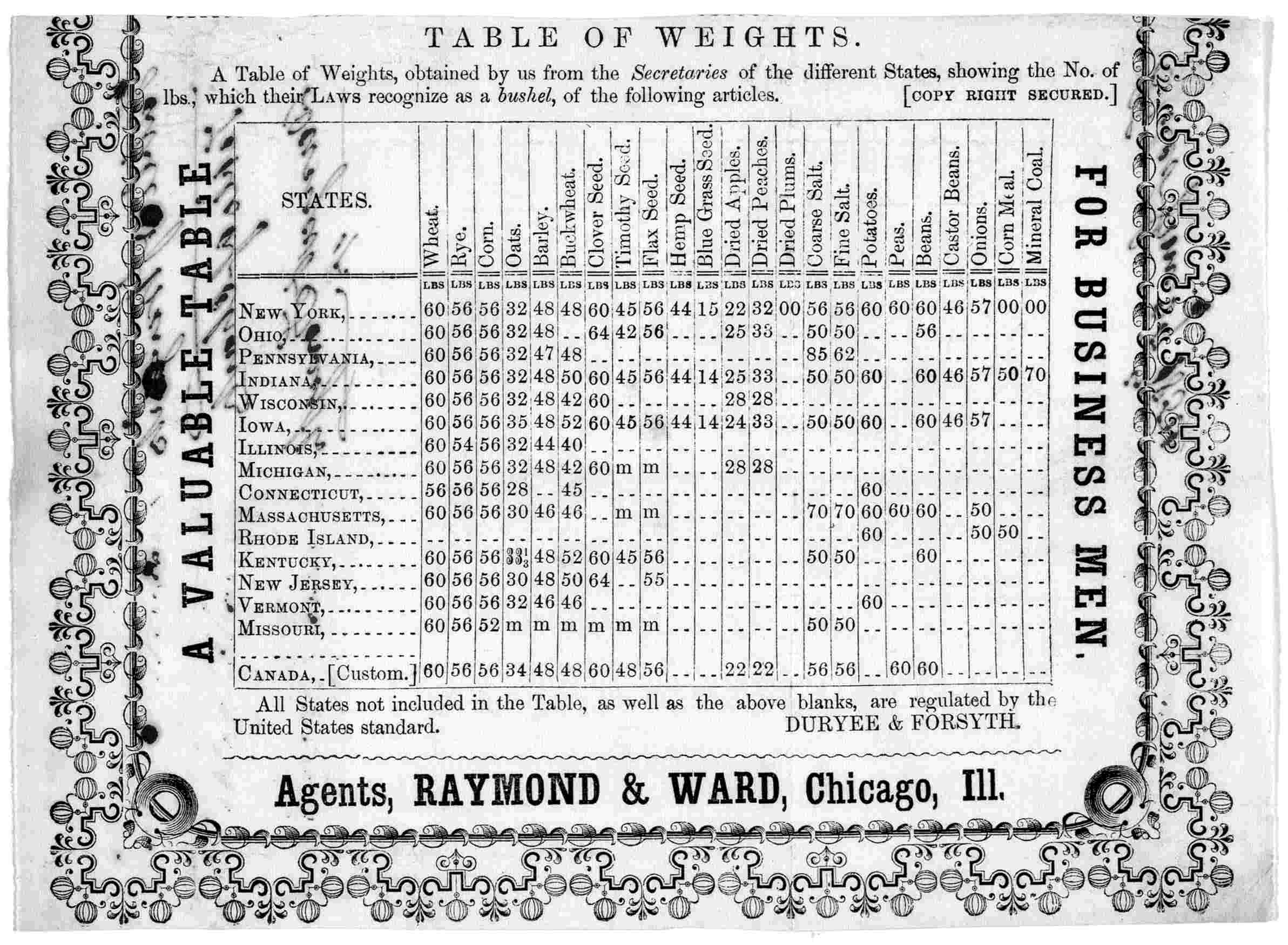
19世紀の州と商品による様々なブッシェルのリスト

19世紀の間、個々の州で独自の標準が発展し、体積ではなく重量（質量）に基づく様々なブッシェルが登場した。それらの値は州によって、対象の商品によって異なっていた。この統一性の欠如は州の間の取引を麻痺させた。そこで、1905年に国立標準局は、統一された標準の欠如と行政監督の手段を議論するための州の会議を招集した。会議は翌年も開催され、その後、米国計量会議(NCWM:National Conference on Weights and Measures)として知られる年次集会になった。1915年、米国計量会議は最初の典型的な標準を発表した。ブッシェルは完全には標準化されなかった。シカゴ・マーカンタイル取引所は、2013年5月現在でも商品ごとに異なるブッシェルを使用している。例えば、トウモロコシの1ブッシェルは56ポンド、小麦の1ブッシェルは38ポンド、大豆の1ブッシェルは60ポンド、赤冬小麦（硬質・軟質とも）の1ブッシェルは60ポンドである。他の商品の取引は、ポンド、ショートトン、またはメートルトンで行われる。
議会は1866年に、取引でのメートル法の使用を承認した。これは、ラテンアメリカでのメートル法化のプロセスの真っ最中に行われた。そして、1875年にメートル条約を批准し、1893年のメンデンホール指令により、法的かつ公式にメートル法が採用された。そして、1897年にそのメンデンホール指令の下で、ポンドとヤードを国際キログラム原器・国際メートル原器に基づいて再定義した。1ヤードは1200⁄3937 mと再定義され、このためイギリスとアメリカで多少の数値の違いが発生することになった。また、メンデンホール指令は、単位系を慣用単位からメートル法に変えることを義務付けていなかった。
1901年、度量衡の管理は連邦機関（国立標準局）に移管された。国立標準局は1988年に国立標準技術研究所(NIST)となった。
19世紀の米国の経済成長を麻痺させていた議会の不活発さと度量衡の統一性の欠如は国立標準局の設立につながり、1905年の州の会議の招集の結果米国計量会議が始まった。国際度量衡総会（政府間組織）への加盟のような国際関係に関しては米国政府自体が主導しなければならないが、米国内の度量衡の「事実上の」制御はこの民間組織が行っている。
1959年7月、NISTおよびオーストラリア・カナダ・ニュージーランド・南アフリカ・イギリスの相当する組織の間で、ヤードとポンドをキログラムとメートルに基づいて再定義する合意が署名された。これらの新しい単位は、国際ヤード・ポンドとして知られる。議会は、この行動に対し支持も拒否もしなかった（ § メートル法との関係を参照）。なお、フィートについての古い値は測量用に残された（測量フィート）。
アメリカ合衆国は、1875年に締結されたメートル条約の原加盟国であり、以降、法律上はメートル法を公式の単位系としている。ヤード・ポンド法をcustomary unit（慣用単位）と呼んでいるのは、そのためである。しかし、メートル条約加盟から1世紀以上も経過している今日でも、アメリカ合衆国では一般にはヤード・ポンド法の方が広く使用されている。1992年以降、日常的に使用する単位をメートル法（国際単位系）へ移行するための連邦政府の取り組み（メートル法化）もあるが、法的にはヤード・ポンド法の使用は禁止されていない。商品のラベルをメートル法のみで記すことは、ニューヨーク州以外では認められている。
アメリカ合衆国では、今でも、メートル法への移行に反対する運動がある。このためアメリカ合衆国国内においては、米国慣用単位が主に使われメートル法は補助的に用いられるのみにとどまっているが、これには2つの大きな要因が挙げられる。 トーマス・ジェファーソンがメートル法よりも自分の考えた独自の単位系の方が、国際的に統一しやすいと考えていたことと、アメリカが単位系の基準を握れなくなった場合、正確な計量のためにメートル法を用いているフランスに依存する必要が発生するおそれがあったことである。これらの要因が、現在もアメリカ国内のメートル法普及の妨げとなっている。

### エネルギー・力・温度
ヤード・ポンド法は工学の分野でも長く使われて来た。ヤード・ポンド法の工学の単位で最も早く使われ出したのは、馬力と華氏度（ファーレンハイト度）だった。馬力は、1782年にジェームズ・ワットによって、33000ポンドの水を1分間に1フィート汲み上げるのに必要な仕事率として定義された。華氏度は、1713年ごろにガブリエル・ファーレンハイトによって、当初は過飽和状態の塩と氷を混ぜたものが凍る温度を0度、人の体温を96度として定義された。1777年に王立協会（当時の議長はヘンリー・キャヴェンディッシュ）が、水の融点を32度、標準大気圧における水の沸点を212度とするようファーレンハイトの温度目盛りを修正した。

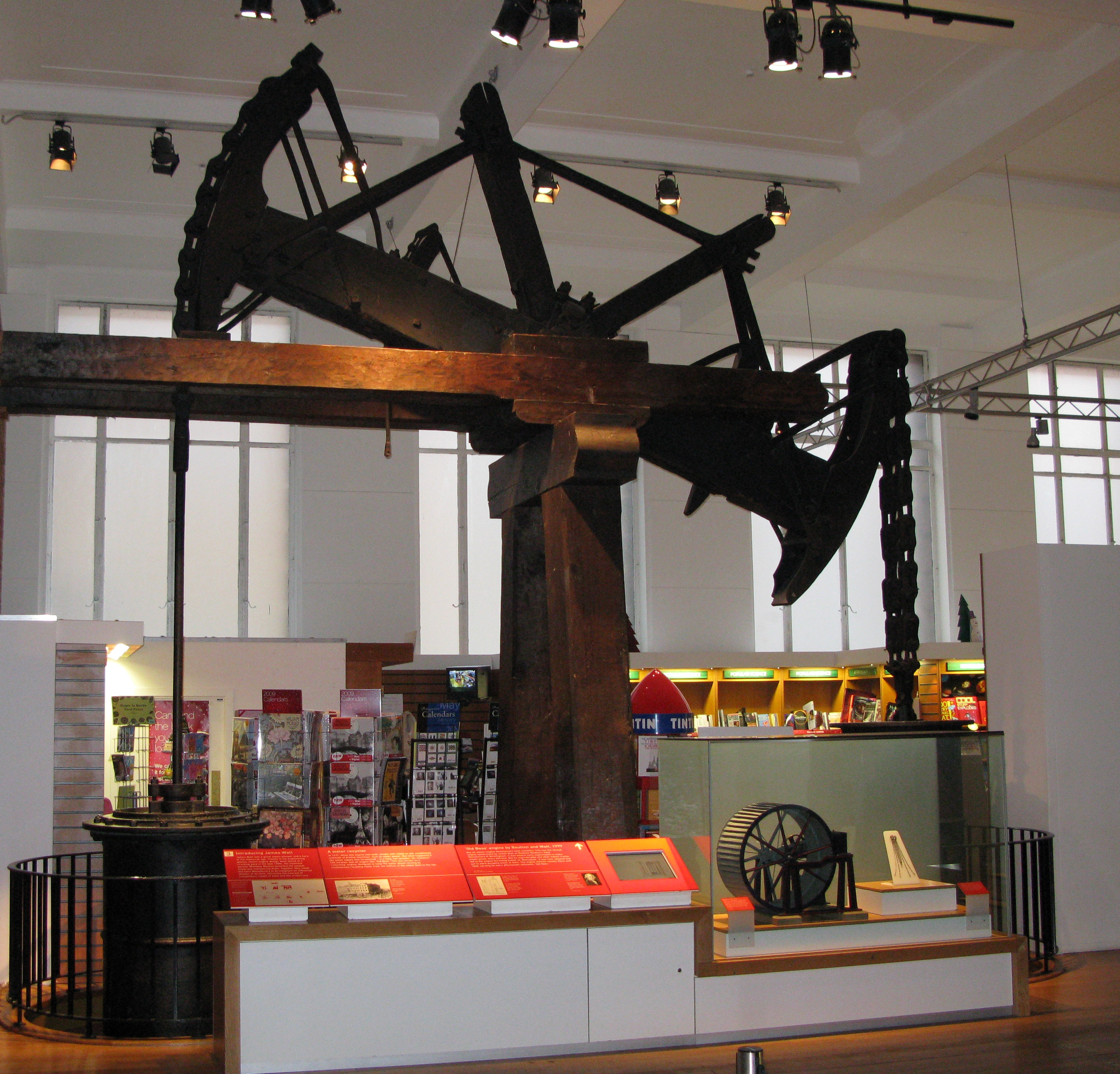
オールド・ベス。ジェームズ・ワットが建造した30馬力のビームエンジン（サイエンス・ミュージアム蔵）。ワットは「馬力」を定義した。

英国熱量単位(Btu)は、1ポンドの水の温度を華氏1度上げるのに必要な熱量と定義される。この単位は1859年にはすでに使用されており、フランスでメートル法の熱量の単位が用いられるよりも早かった。メートル法の熱量の単位カロリーは、1824年にニコラ・クレマンがキログラムと摂氏度を用いて定義したものである。
1873年、英国科学振興協会（当時の議長はケルヴィン卿ウィリアム・トムソン）の委員会は、一貫性の概念をメートル法に導入し、CGS単位系の力の単位ダインと仕事の単位エルグを提案した。2年後、ウィリアム・トムソンの兄のジェームズ・トムソンは、ヤード・ポンド法に一貫性の概念を持ち込み、力の単位パウンダルを導入したFPS単位系を構築した。FPS単位系の仕事の単位はフィート・パウンダルとなる。
ヤード・ポンド法の力学の単位系には他に、アーサー・メーソン・ワーシントンが提案した英国重力単位系(BG:British Gravitational System)と、英国工学単位系(EE:English Engineering units)がある。どちらも重力加速度に依存しており、力の単位として重量ポンドを使用するが、ニュートンの運動の法則に対するアプローチが異なる。英国重力単位系では、質量ではなく力を基本単位とし、スラグを慣性（質量ではない）の組立単位とする。一方、英国工学単位系では一慣性のないアプローチを使い、運動方程式に重力(g)のために加速度を導入する。どちらのアプローチでも、重量ポンド（重量キログラムでも同様だが）の値が地域によって異なるという問題を引き起こす。そのため、1901年に国際度量衡総会(CGPM)で「度量衡の国際的なサービス」で使用するgの基準値（標準重力加速度）を決定した。その値は北緯45度におけるgの値で、正確に9.80665 m/s2(32.174 ft/s2)である。
それぞれの単位系で、ニュートンの第2法則は以下のように表される。
BG: 力（重量ポンド） = 慣性（スラグ） × 加速度（フィート毎秒毎秒）
EE: 力（重量ポンド） = 質量（ポンド） × g × 加速度（フィート毎秒毎秒）
FPS: 力（パウンダル） = 質量（ポンド） × 加速度（フィート毎秒毎秒）
FPSは多くの工学の授業や教科書では無視され、例えばロン・ダービーはSIとともにEEを使用し、BGとEEを「archaic（古風、昔風、すたれた）」と記述している。

### メートル法との関係

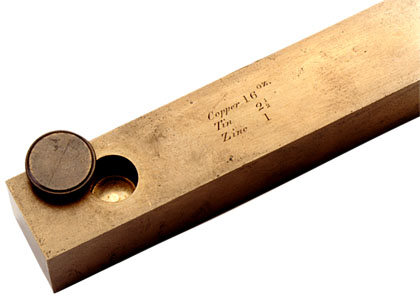
1855年のヤード原器。両端に円形の穴があり、そこに差し込まれた金のプラグに刻まれた線の間を1ヤードと定めた。

ヤード原器とトロイポンド原器は、1834年のイギリス国会議事堂の火事により焼損した。委員会によって1841年に公表された報告書に基づき、新しいヤードとポンドの原器は、利用できる最高の第二の資料を使って製造された。以前の原器とは異なり、白金製の新しいポンド原器は、常用ポンドの重さであった。新しいヤード原器は真鍮製で、1ヤードより少し長く、両端に円形の穴があって、そこに差し込まれた金のプラグに刻まれた線の間を1ヤードと定めた。これは、フランスのmètre des Archives（当初のメートル原器）での経験から、摩損を防ぐために工夫したものである。1855年の議員法によって、新しい長さと重さの原器が承認された。30年前にアメリカ合衆国とイギリスで異なるガロンを採用したという失敗を受け、ヤード原器とポンド原器の写しの1つが米国政府に提供された。米国に提供されたポンド原器の写しは、米国内ではミントポンド（"Mint pound"、造幣局ポンド）として知られる。
1878年の度量衡法が可決されて以降、ヤード原器は一定の割合で減っていることがわかった。1950年に、その率が約30年に1ppmであるとわかった。一方、白金とイリジウムの合金でできた国際メートル原器（1889年にmètre des Archivesに代わってメートル原器となった）は、ヤード原器よりも安定していた。米英両国ともメートル条約の加盟国であるので、国際メートル原器・国際キログラム原器の写しの交付を受けた。ミントポンドもまた出来映えが良くないことがわかった。
1866年に、米国政府は契約法でメートル法の単位を使用することを合法化した。そして、慣習単位とメートル法の換算値を、取引に十分な有効数字5桁で定義した。
1893年、メンデンホール指令の下で、アメリカ合衆国は長さの標準としての1855年のヤード原器と質量の標準としてのミントポンドを廃止し、1866年の法律の使用していた換算値を使って、メートルとキログラムに基づいてヤードとポンドを再定義した。イギリスでは、帝国単位でメートル法の原器の比較を行い、それに基づき1897年の度量衡法でメートルとキログラムに基づいてヤードとポンドを再定義した。加えて、英国政府が保持する原器によるヤードとポンドの定義も再確認されたので、ヤード・ポンドには2つの異なる定義が存在することとなった。英米のヤード・ポンドの違いは、2～3ppm程度であった。
| メートル法との換算（1890年代）              | メートル法との換算（1890年代）  | メートル法との換算（1890年代） |
| アメリカ合衆国 メンデンホール指令（1893年） | イギリス 度量衡法（1897年）     | 差分 (ppm)                     |
| ------------------------------------------- | ------------------------------- | ------------------------------ |
| 1 メートル = 39.37 インチ                   | 1 メートル = 1.0936143 ヤード   | 2.9                            |
| 1 キログラム = 2.2046 ポンド                | 1 キログラム = 2.2046223 ポンド | 10.1                           |

第二次世界大戦の終りまでに、カナダ・オーストラリア・ニュージーランド・南アフリカの標準研究所もポンドとヤードの原器の写しを保有した。マグリービが「不安定」と記述した（pg 290）これらの法的かつ技術的な矛盾が、1946年の連邦科学会議の開催に至った。会議では、イギリス連邦諸国とアメリカ合衆国のすべてが、メートルとキログラムに対する同意された比率によってヤードとポンドを再定義しなければならないと提案した。
この合意に基づき、1959年にヤードとポンドは以下のように再定義された。
1 国際ヤード = 0.9144 メートル
1 国際ポンド = 0.45359237 キログラム
ポンドの換算値は、7で割り切れるように最後の桁が選ばれ、グレーンが正確に64.79891 ミリグラムとなるように作られた。
イギリスは1963年にこの協定に批准した。カナダでは、完全な国際合意に9年先行して1951年にこれらの値を採用していた。アメリカ合衆国議会は、協定に批准も否決もしなかった。

## 帝国単位と米国慣用単位の比較

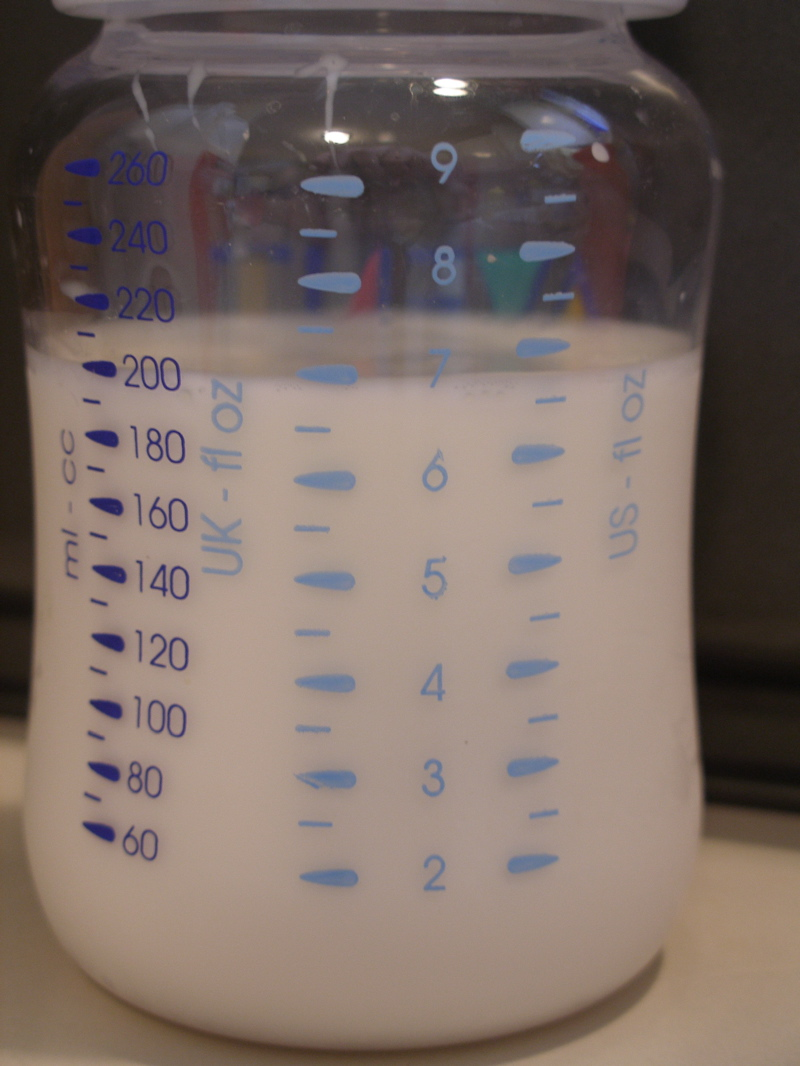
3つの単位（帝国単位・米国慣用単位・メートル法）が書かれた哺乳瓶

1959年以前、帝国単位と慣用単位とでヤードやポンドの値は十分に近く、ほとんどの目的において、長さ・面積・体積・質量の単位の大きさの違いは無視することができた。また、単位の使われ方も異なっていた。例えば、短い距離は米国ではフィートで測る が、英国ではヤードを使用する。1959年の国際ヤードの導入は、米国の測量において小さいが、目立つ影響を引き起こした。その結果、他の州が国際フィートを採用する中、米国のいくつかの州では今なお最初の定義による値を「測量マイル」「測量フィート」の名前で保持している。
1ポンド以上の重さの単位の定義は慣用単位と帝国単位とで異なる。帝国単位では14ポンドのストーン、8ストーンのハンドレッドウェイト、2240ポンド（20ハンドレッドウェイト）のトンを使用するが、慣用単位ではストーンを使用せず、100ポンドのハンドレッドウェイトと2000ポンド（20ハンドレッドウェイト）のトンを使用する。国際貿易において、2240ポンドのトンは「ロングトン」、2000ポンドのトンと「ショートトン」と呼ばれる。体重は、慣用単位ではポンドで、帝国単位ではストーンとポンドで表される。
トマス・ジェファーソンのPlan for Establishing Uniformity in the Coinage, Weights, and Measures of the United Statesによれば、イギリスでは14種類の異なるガロンが使われており、ガロンの大きさは、224立方インチ (3.67 L)から282立方インチ (4.62 L)にまでわたった。
1832年、議会による何の指示がないため、米国財務省は、2番目に少ないガロンである231立方インチ（3.785リットル）の「アン女王ガロン」を米国の財政のための公式のガロンに選んだ。16米液量オンスで1米パイント、8パイントで1ガロンとなる。1824年イギリスの度量衡の改革の法制化により、古いガロンは廃止されて、62 °F（17 °C）の10ポンドの水の体積と定義された新しいガロンに置き換えられ、実験によりその値は277.42立方インチ（4.546リットル）であると決定された。20英液量オンスで1英パイントとなる。英液量オンスは0.96米液量オンスである。
米国慣用単位では、液量と乾量とで、同じ名前で大きさの異なる体積の単位を使用している。乾量パイントは28.875立方インチ（473 mL）だが、米液量パイントは28.875立方インチ（473 mL）、英パイントは34.68立方インチ（568 mL）である。帝国単位には乾量単位が存在しない。
国際商品市場では、バレル（42米ガロン、約159リットル）がロンドンとニューヨーク・シカゴの両方で原油の取引に、トロイオンス（約31.10グラム）が貴金属の取引に使われるが、ロンドン市場はメートル法を使い、シカゴ商品取引所は慣用単位を使用する。